# Lara (2019)
Lara ist ein Filmdrama von Jan-Ole Gerster, das am 7. November 2019 in die deutschen Kinos kam.

## Handlung
Der Film spielt vollständig am 60. Geburtstag von Lara Jenkins. Sie lebt einsam in einem Hochhaus, ist geschieden, gilt als unangenehm und wird von anderen gemieden. Der Tag beginnt damit, dass die Polizei sie bittet, für eine Wohnungsdurchsuchung bei einem Nachbarn als Zeugin zur Verfügung zu stehen. Am Abend wird ihr Sohn Viktor einen Klavierabend geben und dabei auch eine eigene Komposition uraufführen.
Lara geht zur Bank, hebt ihr gesamtes Geld ab und kauft die restlichen 22 Karten für das Konzert ihres Sohnes auf. Überraschend schenkt ihr der Nachbar, dessen Wohnung durchsucht wurde, einen großen Blumenstrauß. Er ist offenbar an Lara interessiert, doch sie zeigt ihm die kalte Schulter. Dann besucht sie unangekündigt ihr ehemaliges Büro, wo sie als Chefin verhasst war, und teilt ihrer Nachfolgerin mit, dass sie ihre Arbeit verachtet habe. Ihr sowie ehemaligen Kolleginnen schenkt sie Konzertkarten. Die restlichen Karten verschenkt sie im Laufe des Films. Alle Versuche, zu ihrem Sohn telefonisch Kontakt aufzunehmen, schlagen fehl.
Lara selbst hatte als junge Frau am Konservatorium eine Ausbildung zur Konzertpianistin begonnen. Sie arbeitete ehrgeizig und verbissen, doch als ihr Professor Reinhoffer u. a. „Probleme mit ihrer linken Hand“ ansprach, brach sie das Studium ab und nahm eine Tätigkeit als Büroleiterin in der Stadtverwaltung an. Ihren Ehrgeiz richtete sie danach auf Viktors musikalische Ausbildung, den sie mit derselben Härte und der gleichen zynischen Demotivation behandelte, wie es ihr Professor bei ihr praktiziert hatte. Immer kurz vor einem großen Auftritt kritisierte sie ihn so scharf, dass er an sich zweifelte und bislang keine großen Erfolge hatte. Schließlich zog Viktor zu Laras Mutter und vermied jeden weiteren Kontakt.
Sie sucht Reinhoffer in der Hochschule auf, trifft ihn jedoch nicht an und kritisiert stattdessen einen lustlosen 13-jährigen Schüler scharf, der auf ihn wartet. Später trifft sie den Professor zufällig, der sich zunächst kaum an sie erinnert, und lädt ihn mit einer Karte ins Konzert ein. 
Vier Stunden vor dem Konzert trifft sie Viktor bei ihrer Mutter an und durchbricht damit die Abschirmungen, auch aufgerichtet von ihrem Ex-Mann, der den ungünstigen Einfluss von Lara fürchtet. Und Lara bestätigt genau das: Sie kritisiert in einem kurzen Gespräch, dass Viktor überhaupt komponiert, sie kritisiert – mit sichtbarem Einfluss auf dessen Selbstbewusstsein – seine Komposition (deren Partitur sie kurz zuvor überflogen hat) als „zu harmonisch“, geradezu „musikantisch“. Viktor ist dadurch sichtlich verunsichert und macht ihr Vorwürfe.
Den Konzertabend beginnt Viktor nicht wie geplant mit der Eigenkomposition, sondern mit brillant gespielten Chopin-Etüden, was den bis dahin skeptischen Reinhoffer tief beeindruckt. In der Pause hört Lara mit, wie Viktor von seinem Vater in der Garderobe ermutigt wird, den destruktiven Einfluss seiner Mutter zu durchbrechen. Im zweiten Konzertteil spielt er dann doch noch seine Komposition. Lara ist getroffen von seinem leidenschaftlichen Stil und der sprudelnden Energie des Werks, das sie fast zerstört hätte, und muss den Saal verlassen – von einem prominenten Platz aus vor aller Augen. Viktor spielt immer ungehemmter und erntet frenetischen Beifall, dann bedankt er sich in einer kurzen Ansprache öffentlich bei seiner Mutter anlässlich ihres 60. Geburtstages für seine Ausbildung bei ihr. Als Geburtstagsgeschenk überreicht er ihr einen Geschenkkorb mit Delikatessen, lässt sie dann stehen, wird von bedeutenden Musikern für seinen Mut zu einer so melodischen Komposition gelobt und bricht dann mit seinen Freunden zu einer Feier auf.
Lara erfährt nach dem Konzert von Reinhoffer, dass sie talentiert gewesen sei und es keine Probleme mit ihrer linken Hand gegeben habe. Solche Dinge habe er allen Studenten gesagt, um diejenigen auszusieben, die sich gegen Kritik durchbeißen können. Demotivierende Äußerungen gehörten demnach zu seiner Methode, persönlich seien ihm seine Studenten ziemlich egal. In ihrer Wohnung steht Lara wieder vor dem offenen Fenster, schaut in die Tiefe, dann auf die leere Wand, wo einmal das Klavier stand. Sie geht mit einer Sektflasche unter dem Arm zu ihrem Nachbarn, setzt sich an dessen Klavier und beginnt virtuos und enthemmt zu spielen.

## Produktion

### Stab und Finanzierung
Es handelt sich bei Lara um Jan-Ole Gersters erste Regiearbeit nach seinem erfolgreichen Debüt Oh Boy, der mit sechs Lolas ausgezeichnet wurde. Das Drehbuch schrieb der slowenische Autor, Fotokünstler und Filmemacher Blaž Kutin, der die Geschichte bereits einige Jahre zuvor geschrieben hatte. Nachdem Gerster diese gelesen hatte, verliebte er sich nach eigenen Aussagen sofort: „Es fühlte sich wie etwas Vertrautes an, das ich gerne selbst geschrieben hätte.“ Wie Oh Boy spielt auch Lara an einem Tag in Berlin. Zu den Veränderungen gegenüber Kutins ursprünglichem Drehbuch bemerkte Gerster, die Geschichte habe ursprünglich in Ljubljana gespielt, weil Blaz Slowenier ist und dort noch lebte, als er anfing es zu schreiben. Mit der Übersetzung in eine andere Stadt habe es noch ein paar kleinerer Änderungen bedurft. Produziert wurde Lara abermals von Marcos Kantis für Schiwago Film, in Ko-Produktion mit Studiocanal.
Der Film erhielt Produktionsförderungen vom Medienboard Berlin-Brandenburg in Höhe von 600.000 Euro und von der Filmförderungsanstalt in Höhe von 350.000 Euro, zudem eine Projektfilmförderung vom Deutschen Filmförderfonds von 478.000 Euro und eine Nachwuchsförderung der Mitteldeutschen Medienförderung in Höhe von 250.000 Euro.

### Besetzung und Dreharbeiten
Corinna Harfouch ist in der Titelrolle von Lara Jenkins zu sehen, Tom Schilling spielt ihren Sohn Victor. Rainer Bock spielt Laras Ex-Ehemann, Gudrun Ritter ihre Mutter, Volkmar Kleinert ihren alten Klavierlehrer. Weitere Rollen wurden mit Hildegard Schroedter, Susanne Bredehöft, André Jung und Mala Emde besetzt.
Die Dreharbeiten fanden von Mitte Oktober 2017 bis 24. Februar 2018 in Berlin, Leipzig und Weimar statt. Als Kameramann fungierte Frank Griebe.

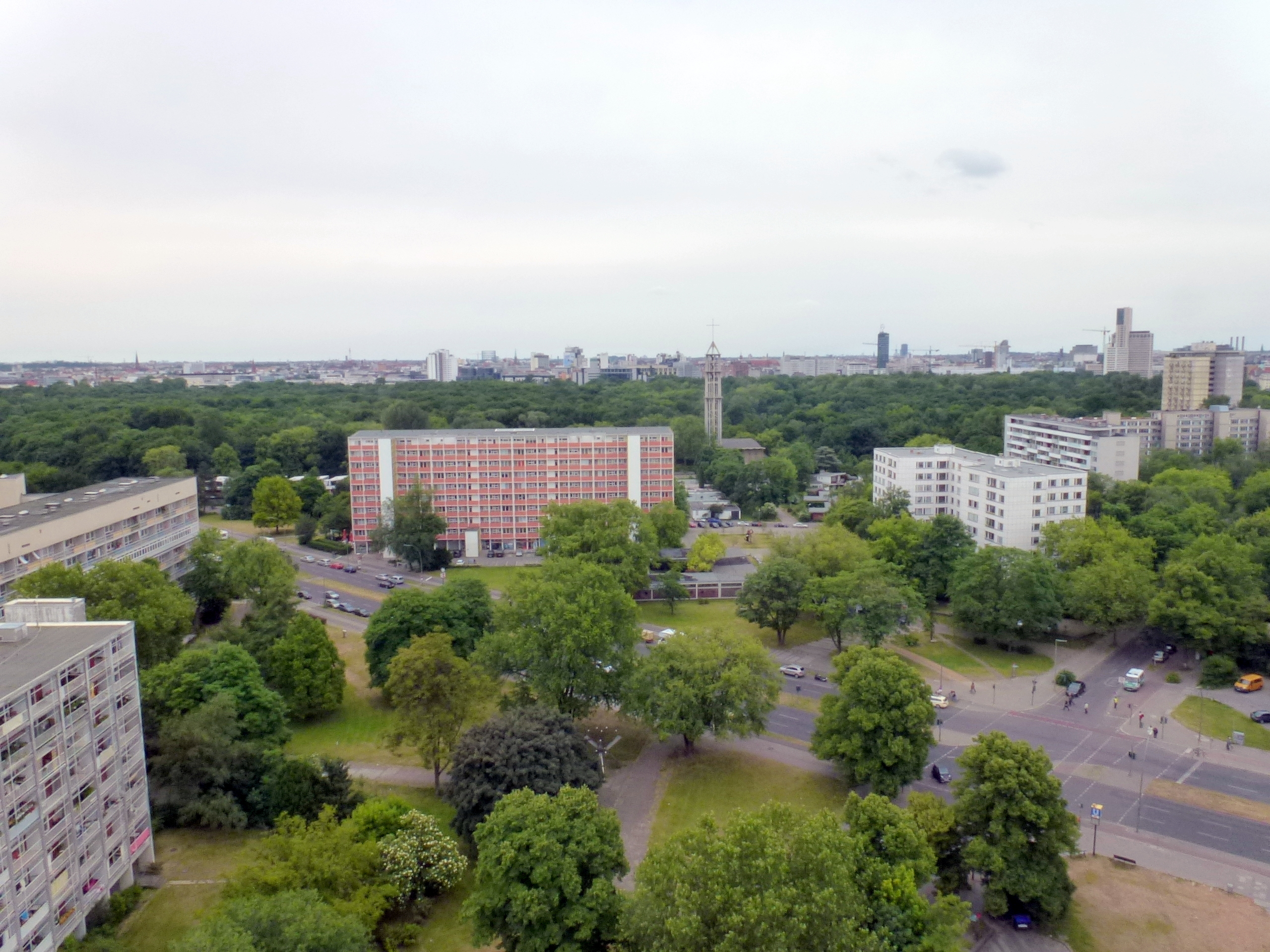
Die Aufnahmen von Laras Wohnung und der umliegenden Gegend entstanden im Hansaviertel
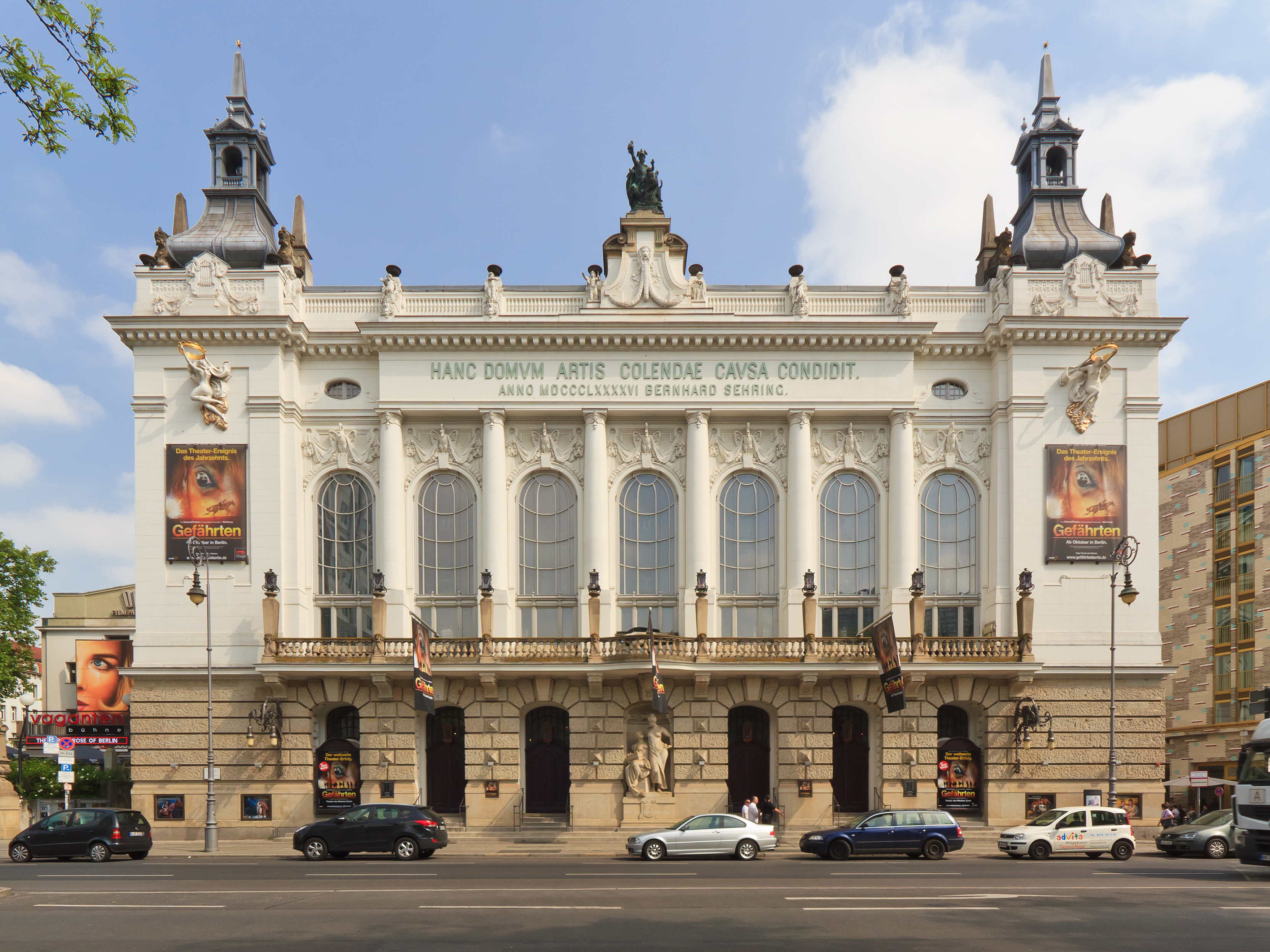
Das Theater des Westens diente als Kulisse für Viktors Konzert
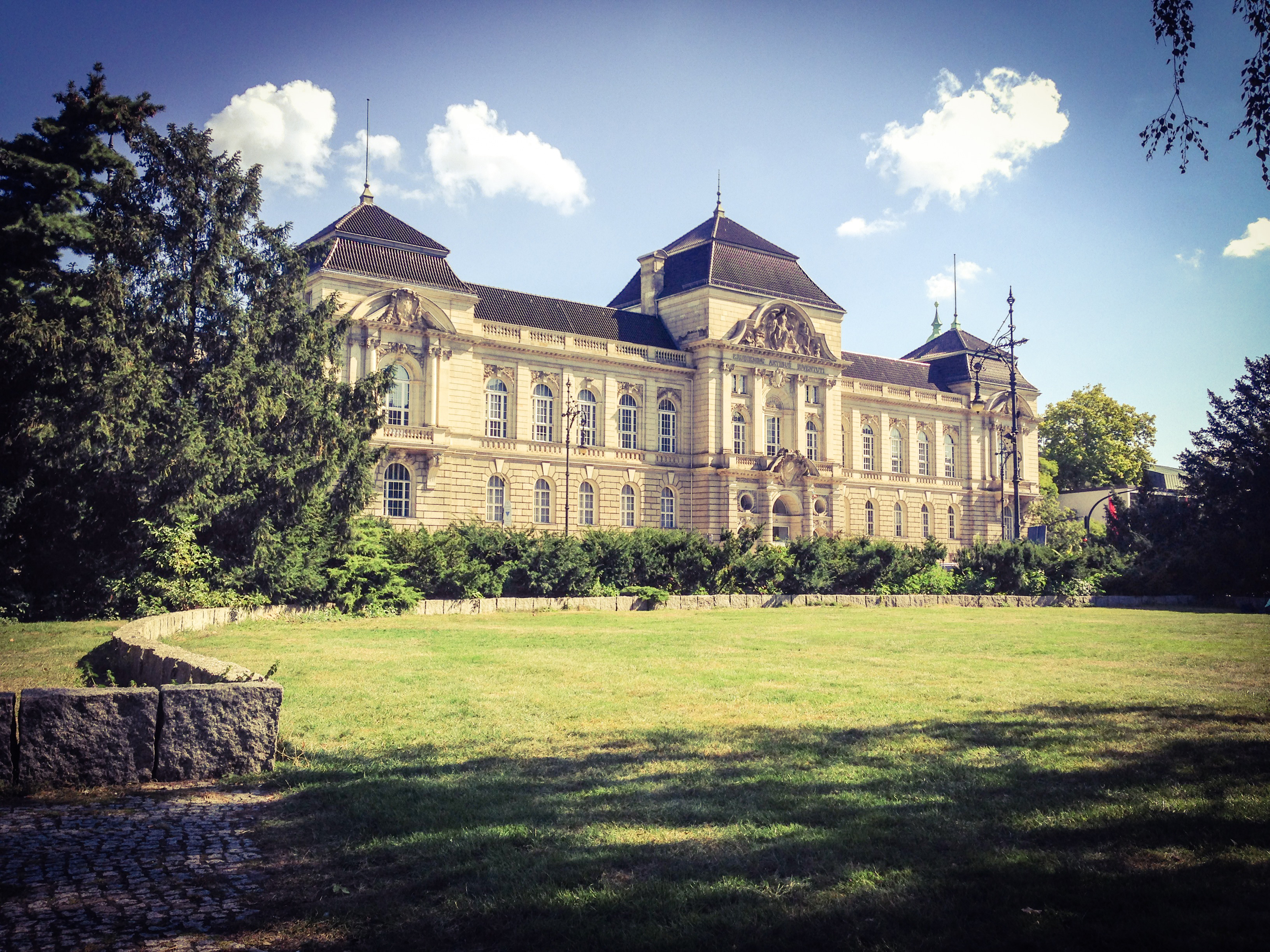
In der UDK sucht Lara ihren ehemaligen Mentor Prof. Reinhoffer
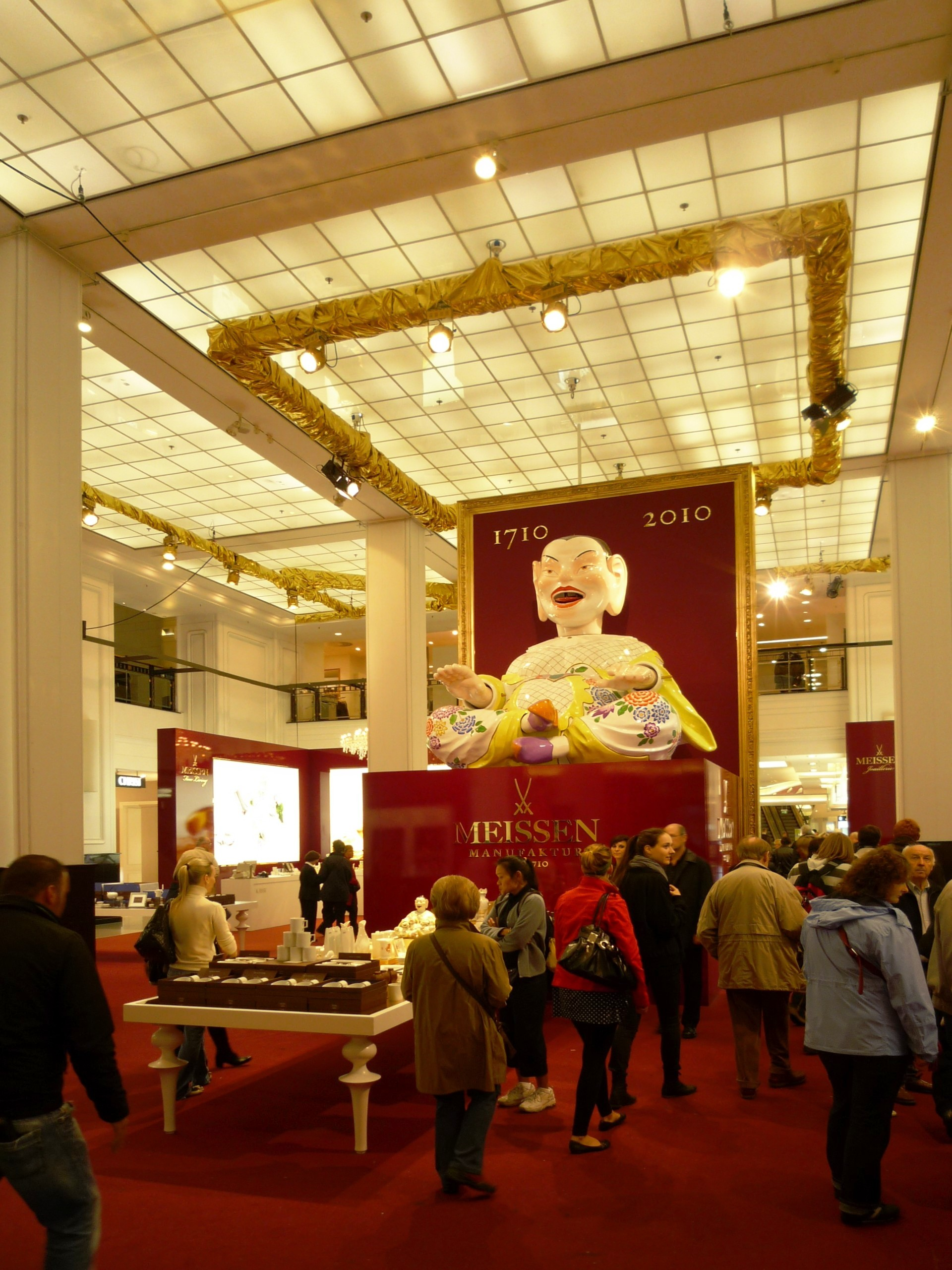
Die Verkaufsräume des KaDeWe sind einer der Schauplätze des Films

### Filmmusik und Soundtrack

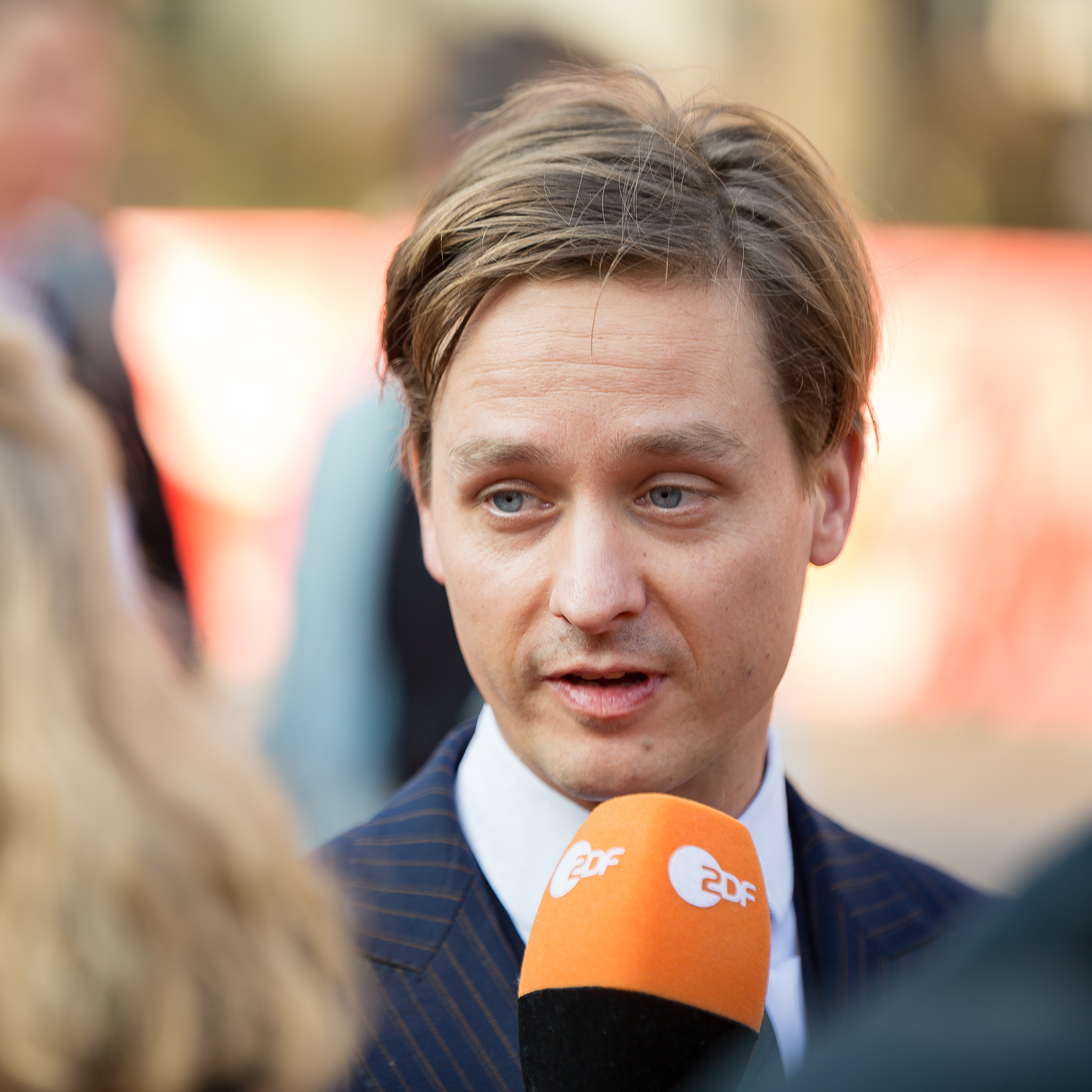
Tom Schilling spielt Laras Sohn Viktor

Die Filmmusik sowie das Klavierkonzert komponierte Arash Safaian. Der Regisseur erklärt im Gespräch mit epd Film, er habe die Idee gehabt, das von Tom Schilling beim Konzert vorgestellte Stück so zu komponieren, dass der Schauspieler den Anfang selbst spielen könnte: „Wir fanden es auch passend, dass es gar nicht so virtuos beginnt, dass es etwas anderes ist als die Perfektion, die seine Mutter ihm jahrelang eingehämmert hat. Es sollte durchaus etwas kindlich Naives haben, was mit der Idee korrespondiert, dass das Stück im weitesten Sinne auch von der Beziehung zu seiner Mutter handelt.“ Für Gerster habe das auch etwas mit dem Akt der Abnabelung von seiner Mutter zu tun. Der Soundtrack wurde von der deutsch-japanischen Pianistin Alice Sara Ott und dem Deutschen Kammerorchester Berlin eingespielt. Die Toccata in C-Dur, Op. 7 von Robert Schumann spielt Swjatoslaw Richter. Der Soundtrack, der insgesamt 14 Musikstücke umfasst, wurde Ende Oktober 2019 von der Deutschen Grammophon als Download veröffentlicht.
Das Lied Il jouait du piano debout (stehend spielte er Klavier) der französischen Sängerin France Gall ist ein wiederkehrendes Motiv im Film, welches einen Kontrast zur klassischen Musik des Films setzt. Dazu erklärte Jan-Ole Gerster: „France Galls Song Il jouait du piano debout“ handelt passenderweise auch von einem Pianisten, der rebelliert. Das Sehnsuchtsvolle des Songs ist für mich auch eine Art Metakommentar zu Lara, die sich insgeheim nach einem Neuanfang sehnt."

### Veröffentlichung
Ende Juni und Anfang Juli 2019 wurde der Film beim Karlovy Vary International Film Festival im offiziellen Wettbewerb gezeigt und feierte hier seine Weltpremiere. Anfang der ersten Juliwoche 2019 feierte Lara beim Filmfest München seine Deutschlandpremiere, wo der Film in der Sektion Neues Deutsches Kino gezeigt wird. Ende August 2019 wird er beim Festival des deutschen Films vorgestellt. Anfang Oktober 2019 soll er beim London Film Festival vorgestellt werden. Den Weltvertrieb hat Beta Cinema übernommen. Am 7. November 2019 kam er in die deutschen Kinos, nachdem er im September 2019 im Rahmen der Filmkunstmesse Leipzig vorgestellt wurde. Ende August 2020 wurde der Film beim Molodist International Film Festival, das in einer Hybridversion stattfand, vorgestellt.

## Rezeption

### Kritiken
Peter Debruge von Variety schreibt, Regisseur Jan-Ole Gerster zeige, obwohl er seine Titelfigur in der Eröffnungssequenz ein Fenster ihrer Wohnung öffnen und sich sprungbereit auf einen Stuhl stellen lässt, im weiteren Verlauf des Films, dass er nicht schockieren, sondern sich mit dieser konfliktreichen Figur identifizieren wollte, um ein Porträt von bemerkenswerter Tiefe zu schaffen über die Zeitspanne eines Tages. Lara sei der sadomasochistischen Figur, die in Michael Hanekes Die Klavierspielerin einer Schülerin scharfkantige Glassplitter in die Manteltasche steckt und von Isabelle Huppert gespielt wird, nicht unähnlich. Doch sei der Schaden, den Lara hier zufügt, rein psychologischer Natur, und Gersters Herangehensweise sei bei weitem nicht so verbittert; daher wirke Corinna Harfouch in dieser Rolle weniger als Huppert wie eine deutsche Version von Mary Kay Place.
Auch Marta Balaga vom Online-Kinomagazin Cineuropa beschreibt Lara nicht als ein Monster. Lara sei mehr als nur ein Film über die Ambitionen von Müttern, sondern auch ein Kommentar darüber, wie Frauen dazu erzogen werden, immer zu anderen aufzublicken, sich nach Akzeptanz zu sehnen und zu bestätigen, dass sie diesen Spitzenplatz oder all diese Aufmerksamkeit wirklich verdienen.
Rüdiger Suchsland schreibt in seiner Kritik für den Filmdienst, Lara sei ein ganz außergewöhnliches Werk über Kunst, über die Familie und über Einsamkeit und ein Film über den Versuch, ein verlorenes Leben zurückzuerobern. Der Schnitt von Isabel Meier ordne diese facettenreichen Eindrücke sensibel zu prägnanten Empfindungsmomenten, und die Kamera von Frank Griebe lasse ein vergessenes, neben den Postkarteneindrücken dahinsimmerndes altes West-Berlin zwischen Kantstraße und Stuttgarter Platz, Hansaviertel und Ku’damm sichtbar werden, das vor allem dem Erfahrungshorizont der Hauptfigur entspricht, also einem beschränkten, so Suchsland weiter.

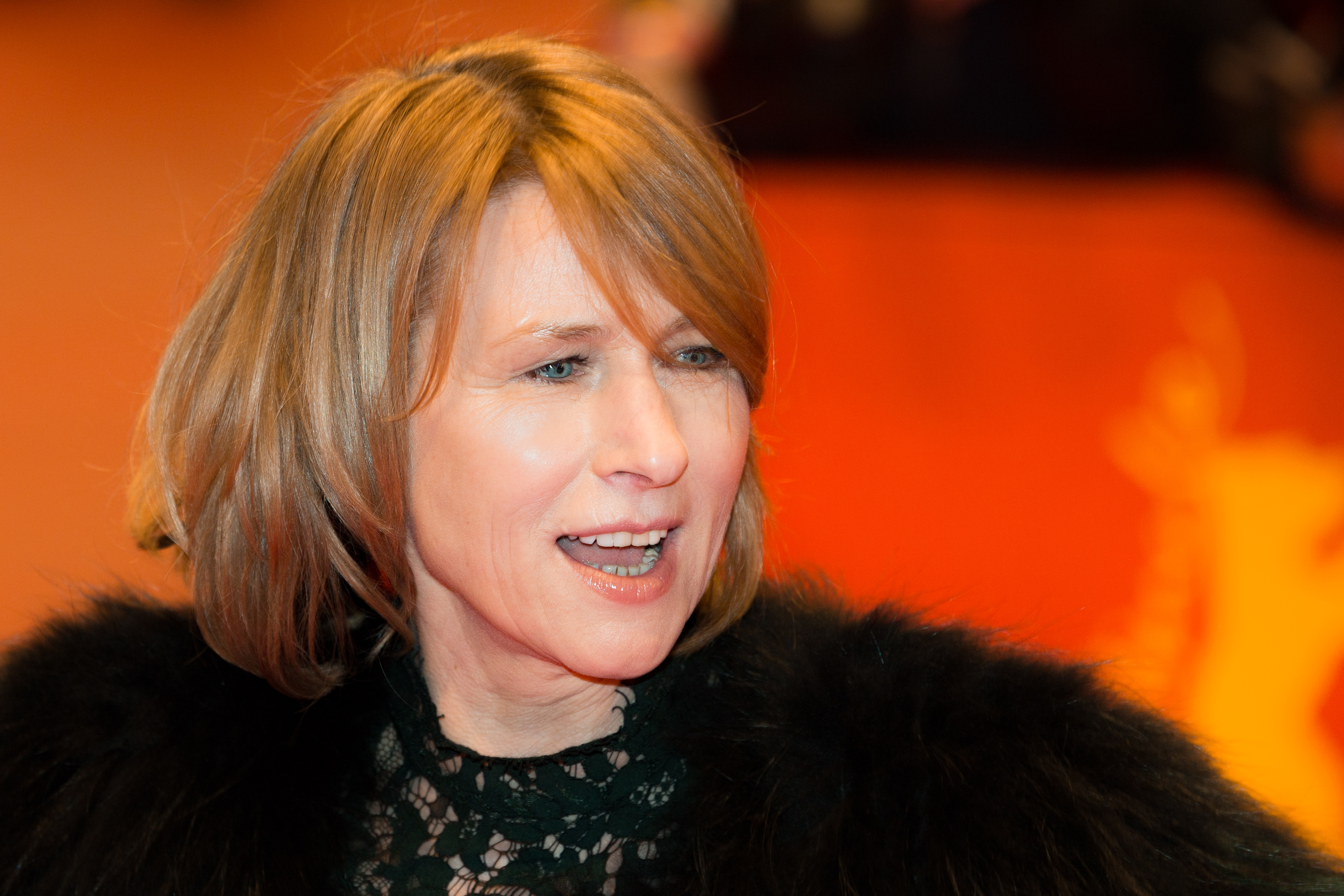
Corinna Harfouch, hier wenige Monate vor Drehbeginn, ist in der Titelrolle von Lara Jenkins zu sehen

Martin Schwickert bewertet in der Rheinischen Post den Film mit „sehr gut“ und meint: „Lara ist einer der besten deutschen Filme dieses Kinojahres, gerade auch weil Gerster die Angelegenheit trotz machtvoller Hauptdarstellerin nie zur One-Woman-Show verkommen lässt. Jede noch so kleine Nebenfigur wird mit großer Sorgfalt besetzt und zum stimmigen Charakter ausgebaut.“
Von der Deutschen Film- und Medienbewertung wurde Lara mit dem Prädikat Besonders wertvoll versehen. In der Begründung heißt es, Corinna Harfouch spiele hier eine ihrer wichtigsten, wenn nicht die bisher größte Rolle ihres Lebens: „Sie ist in jeder Einstellung des Films zu sehen und spielt sämtliche Sequenzen mit einer grandiosen Energie und Intensität. Man glaubt ihr, dass Lara, so wie sie sie verkörpert, mit einem einzigen Wort das Selbstbewusstsein ihres Sohnes so erschüttern kann, dass dieser sich kaum traut, die Chance seines Lebens, nämlich die Uraufführung einer seiner Kompositionen, wahrzunehmen. Diese Frau scheint alles durchschauen zu können, während ihr eigenes Leben sich für sie als ein riesiger blinder Fleck erweist, und genau dieses Dilemma bildet den tragischen Kern des Films.“ Obwohl seine Protagonistin nie um die Sympathie des Publikums buhle, komme man ihr im Laufe des Films sehr nah und verstehe, wie groß ihr Schmerz sein müsse, wenn man mit ihr erkenne, warum sie solch ein falsches Leben gelebt habe, so weiter in der Begründung.

### Besucherzahlen
In Deutschland startete Lara mit 33.242 Zuschauern nach dem ersten Wochenende und erreichte damit Platz 2 der Arthouse-Kinocharts. In den folgenden beiden Wochen belegte der Film den ersten Platz der Arthouse-Kinocharts. Insgesamt verzeichnet der Film in Deutschland 194.652 Besucher.

### Auszeichnungen
Bayerischer Filmpreis 2020
- Auszeichnung für die Beste Filmmusik (Arash Safaian)

Chicago International Film Festival 2019
- Nominierung als Bester Spielfilm im internationalen Wettbewerb (Jan-Ole Gerster)[26]

Deutscher Filmpreis 2020
- Nominierung als Bester Spielfilm (Marcos Kantis, Martin Lehwald und Michal Pokorny)

Filmfest München 2019
- Auszeichnung mit dem FIPRESCI-Preis
- Auszeichnung mit dem Förderpreis Neues Deutsches Kino – Regie (Jan-Ole Gerster)
- Nominierung für den Förderpreis Neues Deutsches Kino – Drehbuch (Blaž Kutin)[27][28][29]

Gilde-Filmpreis 2019
- Auszeichnung als Bester nationaler Film

Haifa International Film Festival 2019
- Nominierung als Bester internationaler Film für den Carmel Award (Jan-Ole Gerster)[30]

Hamptons International Film Festival 2019
- Special Jury Mention for Acting Performances (Corinna Harfouch)[31]

Karlovy Vary International Film Festival 2019
- Nominierung für den Kristallglobus im Hauptwettbewerb (Jan-Ole Gerster)
- Auszeichnung mit dem Spezialpreis der Jury
- Auszeichnung mit dem Preis der Ökumenischen Jury (Jan-Ole Gerster)
- Auszeichnung als Beste Schauspielerin (Corinna Harfouch)[32]

Miami Film Festival 2020
- Nominierung für den Knight Marimbas Award (Jan-Ole Gerster)[33]

Palm Springs International Film Festival 2020
- Nominierung für den New Voices/New Visions Grand Jury Prize (Jan-Ole Gerster)[34]

Preis der deutschen Filmkritik 2019
- Nominierung als Bester Spielfilm (Jan-Ole Gerster)
- Nominierung als Beste Darstellerin (Corinna Harfouch)
- Nominierung als Bester Darsteller (Rainer Bock, auch für Atlas)
- Nominierung für die Beste Bildgestaltung (Frank Griebe)[35]

Zurich Film Festival 2019
- Nominierung im Wettbewerb mit dem Fokus Schweiz, Deutschland, Österreich[36]

Lara wurde zudem von den Produzenten für die Auswahl des deutschen Beitrags für die Oscarverleihung 2020 eingereicht, von der Jury jedoch nicht berücksichtigt.